# Baren (säsong 6)
Baren Pop up (säsong 6) hade premiär den 13 april 2015 på TV12. Det är den första säsongen av serien Baren utanför TV3s regi och första gången dokusåpan sänds sedan 2002. Säsongen bestod av tidigare dokusåpadeltagare.

## Deltagare
- Gurkan Gasi[2]
- Aina Lesse (Utröstad dag 7)
- Jessica Bäckman
- Sandra Ankarstrand
- André Holgård
- Rodney Da Silva (Utröstad dag 3)
- Ellinor Bjurström
- Fredrik Jonsson
- Felicia Moberg